# Variété parallélisable
Une variété différentielle M de classe Ck est dite parallélisable
si son fibré tangent est trivial, c'est-à-dire isomorphe, en tant que fibré vectoriel,
à {\displaystyle M\times E}, où {\displaystyle E} est un espace vectoriel de dimension {\displaystyle dim\,M}
Il revient au même de dire qu'il existe un espace vectoriel E et une forme différentielle {\displaystyle \omega \in \Lambda ^{1}\left(M^{*},E\right)=\{\omega :TM\longrightarrow E{\text{ , de classe  }}C^{k-1}{\text{et linéaire sur chaque  }}T_{x}M\}} telle que pour tout {\displaystyle x\in M} , {\displaystyle \omega _{x}:T_{x}M\longrightarrow E} est un isomorphisme d'espaces vectoriels ;
ou encore qu'il existe {\displaystyle n} champs de vecteurs linéairement indépendants en tout point de M, autrement dit un champ de repères.
Un isomorphisme de fibrés vectoriels entre {\displaystyle TM} et {\displaystyle M\times \mathbb {R} ^{dimM}} s'appelle un parallèlisme.

## Propriétés
Comme toute variété est localement difféomorphe à {\displaystyle \mathbb {R} ^{n}}, pour tout point de la variété M il existe un voisinage ouvert qui, considéré comme une sous-variété, est parallélisable.

Il s'agit donc d'une propriété globale.
Une variété parallélisable est orientable : un champ de repères fournit gratuitement une orientation.
Si elle est compacte, sa caractéristique d'Euler-Poincaré est nulle, d'après le théorème de Poincaré-Hopf.

## Exemples et contre-exemples
Le tore de dimension 2, muni de la structure de variété habituelle, est parallélisable.
C'est la seule variété compacte de dimension 2 parallélisable, puisque c'est la seule
surface orientable de caractéristique d'Euler-Poincaré nulle.
La sphère de dimension 2, munie de la structure de variété habituelle, n'est pas parallélisable,
d'après le théorème de Poincaré-Hopf, ou plus simplement d'après le théorème de la boule chevelue, qui assure
que tout champ de vecteurs sur {\displaystyle S^{2}} admet un zéro au moins.
Tout groupe de Lie est une variété parallélisable ; c'est en particulier le cas de la 3-sphère, en tant que groupe des unités des quaternions.
L'exemple de {\displaystyle S^{3}} est commun à deux situations plus générales :
les seules sphères parallélisables sont {\displaystyle S^{1},\,S^{3}\ {\text{et}}\ S^{7}} ;
toute variété orientable de dimension 3 est parallélisable.

## Sources
- Paul Malliavin, Géométrie différentielle intrinsèque, Hermann Éditeur, 1972
- Jacques Lafontaine, Introduction aux variétés différentielles, EDP Sciences, 2015, p. 113-115.